# ジョー・ナックスホール
ジョセフ・ヘンリー・ナックスホール（英語: Joseph Henry Nuxhall, 1928年7月30日 - 2007年11月15日）は、アメリカ合衆国オハイオ州ハミルトン出身の元プロ野球選手（投手）。
メジャーリーグベースボール(MLB)の通算成績は135勝117敗、防御率は3.90であった。シンシナティ・レッズ時代の1944年6月10日、史上最年少（15歳10ヶ月11日）でメジャーリーグの公式戦に出場。引退後はレッズ向けのラジオ解説者として活躍した。

## 経歴

### メジャーリーグ入りまで
中学3年生の時には身長6フィート2インチ（約188cm）、体重190ポンド（約86kg）に成長し、制球に難があるものの速球派左腕となっていた。当時、既に父親と共に数年間セミプロのリーグでプレーしている。一方、第二次世界大戦が始まると、メジャーリーグでは多くの選手が兵役に服し、選手の確保が困難な状況にあった。1943年、シンシナティ・レッズのスカウトが父親のオービル・ナックスホールに目をつけたが、「5人の子供を抱えているため」とプロ契約へのサインを拒まれてしまう。そこで、スカウトは当時14歳であったジョーに関心を持つようになった。
1944年2月18日、シンシナティ・レッズと契約を結んだ。ゼネラルマネージャーのウォーレン・ジャイルズは、学校を卒業する6月まで待ってチームに合流させるつもりであったが、結局高校の校長から許可を貰い開幕の時点でユニフォームに袖を通すこととなった。

### 15歳でのメジャーデビュー
| 「 | 私は、中学1年生から3年生、たかだか13,4歳の子供を相手に投げていたんです...。それが突然、目の前にはスタン・ミュージアルや彼のような選手たちがいる。それはとても恐ろしいシチュエーションでした。 | 」 |

1944年6月10日、シンシナティ・レッズはクロスリー・フィールドで首位セントルイス・カージナルスと対戦した。カージナルスに13-0と大量のリードを許したレッズは9回、ビル・マケシュニー監督がナックスホールをマウンドに送った。
先頭打者の遊撃手ジョージ・ファロンを内野ゴロに打ち取ったものの、その後なかなかアウトが取れない。5つの四球と2本のヒット、そしてワイルドピッチによって5点を失い、イニング途中で降板となった。ナックスホールはシーズンの残りの期間をマイナーリーグで過ごすこととなった。ナックスホールの次に登板し最後のアウトを取ったジェイク・アイゼンハートも、ナックスホールと同じくこの日がデビュー戦で、さらに同じようにマイナーに降格している。しかし、アイゼンハートは再びメジャーに昇格することができなかったものの、ナックスホールは後述のようにメジャーに復帰することとなる。
この時のナックスホールの年齢（15歳10ヶ月11日）は、MLBの最年少出場記録として今なお残っている。一時期、1901年以前では1887年にフレッド・チャップマンが14歳の時に投手として出場し、5イニングを投げた記録が残っているとされてきたが、2009年にアメリカ野球学会は該当する人物の名前は間違いで正しくはフランク・チャップマンという名の人物で、年齢も25歳であったと訂正する研究結果を発表した。1901年以前を含めても彼が最年少出場者であることが判明した。

### マイナーリーグ時代
レッズでの出場後、マイナーサザンリーグのバーミングハム・バロンズに所属することとなった。しかし、ここでも1/3回5失点を投げただけにとどまっている。翌1945年、レッズの春季キャンプに参加するものの、高校を卒業するまでプロとして活動しないことを決めた。1946年、アマチュアに戻ったナックスホールは、ハミルトン高校の学生として野球のほかにサッカーやバスケットボールに精を出し、サッカーとバスケットボールでは州で優勝している。その後5年間、ナックスホールはマイナーリーグに在籍し、シラキュース、ライマ、マンシー、コロンビア、チャールストン、タルサでプレーした。

### メジャー復帰
1952年、メジャーに復帰したナックスホールは、引退までの16年間のうち15年をレッズで過ごすことになる。この間、2度ナショナルリーグのオールスターに選ばれるとともに、1955年には完封でリーグ1位を記録している。1966年のシーズンを最後に引退するまでの間、カンザスシティ・アスレチックスやロサンゼルス・エンゼルスでもプレーしている。

### 引退後
1967年春、正式に引退する。解説者としての経験が無かったものの、すぐにレッズ専属の解説者となった。ラジオ放送終了時の決まり文句、「This is the old lefthander, rounding third and heading for home」は、2003年に開場したグレート・アメリカン・ボール・パークの外側に掲げられている。また、球場の正面入口には4つの彫像があるが、このうち1つがナックスホールの像である。1968年、ナックスホールはシンシナティ・レッズの殿堂入りを果たす。メジャーリーグデビューから60年目の2004年10月3日、解説者を引退し（ゲストとしてはその後も何度か放送に参加している）、正式にレッズから離れることとなった。2007年6月10日、レッズはナックスホールやウェイト・ホイトらの功績を讃え、球場のラジオブースの近くに放送マイクのレプリカを飾っている。
2007年11月15日、癌のため死去。シンシナティ地域にあるいくつかのラジオ局は、数日間彼のために番組を放送し、球場にある彼の彫像にはファンからのカードや花、横断幕などが多数寄せられた。

## 詳細情報

### 年度別投手成績
| 年 度      | 球 団      | 登 板 | 先 発 | 完 投 | 完 封 | 無 四 球 | 勝 利 | 敗 戦 | セ 丨 ブ | ホ 丨 ル ド | 勝 率 | 打 者 | 投 球 回 | 被 安 打 | 被 本 塁 打 | 与 四 球 | 敬 遠 | 与 死 球 | 奪 三 振 | 暴 投 | ボ 丨 ク | 失 点 | 自 責 点 | 防 御 率 | W H I P |
| ---------- | ---------- | ----- | ----- | ----- | ----- | -------- | ----- | ----- | -------- | ----------- | ----- | ----- | -------- | -------- | ----------- | -------- | ----- | -------- | -------- | ----- | -------- | ----- | -------- | -------- | ------- |
| 1944       | CIN        | 1     | 0     | 0     | 0     | 0        | 0     | 0     | 0        | --          | ----  | 9     | 0.2      | 2        | 0           | 5        | --    | 0        | 0        | 1     | 0        | 5     | 5        | 67.50    | 10.50   |
| 1952       | CIN        | 37    | 5     | 2     | 0     | 0        | 1     | 4     | 1        | --          | .200  | 388   | 92.1     | 83       | 4           | 42       | --    | 3        | 52       | 5     | 0        | 33    | 33       | 3.22     | 1.35    |
| 1953       | CIN        | 30    | 17    | 5     | 1     | 0        | 9     | 11    | 2        | --          | .450  | 628   | 141.2    | 136      | 13          | 69       | --    | 8        | 52       | 0     | 0        | 77    | 68       | 4.32     | 1.45    |
| 1954       | CIN        | 35    | 14    | 5     | 1     | 1        | 12    | 5     | 0        | --          | .706  | 727   | 166.2    | 188      | 11          | 59       | --    | 6        | 85       | 4     | 0        | 77    | 72       | 3.89     | 1.48    |
| 1955       | CIN        | 50    | 33    | 14    | 5     | 2        | 17    | 12    | 3        | --          | .586  | 1061  | 257.0    | 240      | 25          | 78       | 6     | 5        | 98       | 5     | 0        | 108   | 99       | 3.47     | 1.24    |
| 1956       | CIN        | 44    | 32    | 10    | 2     | 2        | 13    | 11    | 3        | --          | .542  | 865   | 200.2    | 196      | 18          | 87       | 6     | 6        | 120      | 3     | 0        | 96    | 83       | 3.72     | 1.41    |
| 1957       | CIN        | 39    | 28    | 6     | 2     | 3        | 10    | 10    | 1        | --          | .500  | 768   | 174.1    | 192      | 24          | 53       | 3     | 7        | 99       | 3     | 1        | 104   | 92       | 4.75     | 1.41    |
| 1958       | CIN        | 36    | 26    | 5     | 0     | 1        | 12    | 11    | 0        | --          | .522  | 735   | 175.2    | 169      | 15          | 63       | 5     | 1        | 111      | 3     | 0        | 78    | 74       | 3.79     | 1.32    |
| 1959       | CIN        | 28    | 21    | 6     | 1     | 0        | 9     | 9     | 1        | --          | .500  | 574   | 131.2    | 155      | 10          | 35       | 1     | 1        | 75       | 0     | 1        | 76    | 62       | 4.24     | 1.44    |
| 1960       | CIN        | 38    | 6     | 0     | 0     | 0        | 1     | 8     | 0        | --          | .111  | 482   | 112.0    | 130      | 8           | 27       | 6     | 4        | 72       | 3     | 0        | 58    | 55       | 4.42     | 1.40    |
| 1961       | KCA        | 37    | 13    | 1     | 0     | 0        | 5     | 8     | 1        | --          | .385  | 580   | 128.0    | 135      | 12          | 65       | 2     | 3        | 81       | 6     | 1        | 81    | 76       | 5.34     | 1.56    |
| 1962       | LAA        | 5     | 0     | 0     | 0     | 0        | 0     | 0     | 0        | --          | ----  | 29    | 5.1      | 7        | 0           | 5        | 0     | 1        | 2        | 0     | 0        | 6     | 6        | 10.13    | 2.25    |
| 1962       | CIN        | 12    | 9     | 1     | 0     | 0        | 5     | 0     | 1        | --          | 1.000 | 276   | 66.0     | 59       | 4           | 25       | 1     | 1        | 57       | 1     | 0        | 20    | 18       | 2.45     | 1.27    |
| '62計      | CIN        | 17    | 9     | 1     | 0     | 0        | 5     | 0     | 1        | --          | 1.000 | 305   | 71.1     | 66       | 4           | 30       | 1     | 2        | 59       | 1     | 0        | 26    | 24       | 3.03     | 1.35    |
| 1963       | CIN        | 35    | 29    | 14    | 2     | 4        | 15    | 8     | 2        | --          | .652  | 878   | 217.1    | 194      | 14          | 39       | 2     | 6        | 169      | 2     | 0        | 73    | 63       | 2.61     | 1.07    |
| 1964       | CIN        | 32    | 22    | 7     | 4     | 1        | 9     | 8     | 2        | --          | .529  | 648   | 154.2    | 146      | 19          | 51       | 3     | 6        | 111      | 4     | 2        | 73    | 70       | 4.07     | 1.27    |
| 1965       | CIN        | 32    | 16    | 5     | 1     | 2        | 11    | 4     | 2        | --          | .733  | 601   | 148.2    | 142      | 18          | 31       | 2     | 3        | 117      | 3     | 1        | 57    | 57       | 3.45     | 1.16    |
| 1966       | CIN        | 35    | 16    | 2     | 1     | 0        | 6     | 8     | 0        | --          | .429  | 564   | 130.0    | 136      | 14          | 42       | 7     | 9        | 71       | 2     | 1        | 71    | 65       | 4.50     | 1.37    |
| 通算：16年 | 通算：16年 | 526   | 287   | 83    | 20    | 16       | 135   | 117   | 19       | --          | .536  | 9813  | 2302.2   | 2310     | 209         | 776      | 44    | 70       | 1372     | 45    | 7        | 1093  | 998      | 3.90     | 1.34    |

- 各年度の太字はリーグ最高

## 関連書籍
- Greg Hoard『Joe: Rounding Third & Heading for Home』Orange Frazer Press、2004年、ISBN 1-882203-37-2
本の売り上げの一部は、2003年に設立された人材開発プログラムに贈られている。